# Thormanby
Thormanby är en ort och civil parish i Storbritannien.   Den ligger i grevskapet North Yorkshire och riksdelen England, i den centrala delen av landet, 300 km norr om huvudstaden London. Thormanby ligger 41 meter över havet och antalet invånare är 138.
Terrängen runt Thormanby är platt åt sydväst, men åt nordost är den kuperad. Runt Thormanby är det ganska tätbefolkat, med 67 invånare per kvadratkilometer. Närmaste större samhälle är Ripon, 18,6 km väster om Thormanby. Trakten runt Thormanby består till största delen av jordbruksmark.